# Đối tượng truyền thông
Đối tượng truyền thông là những người / nhóm người có sự tương đồng về một hay nhiều mặt nào đó (như độ tuổi, mối quan tâm...). Họ là mục tiêu được các nhà truyền thông marketing, các chiến dịch truyền thông marketing nhắm tới nhằm tăng cường hiểu biết, thay đổi nhận thức  tiến tới điều chỉnh hành vi và thái độ của họ đối với vấn đề được truyền thông. Để nhận dạng đối tượng truyền thông chúng ta có thể dựa trên phần mềm máy tính thông qua các số liệu thống kê như: Vùng địa lý (Zip code), dữ liệu điều tra dân số, dữ liệu đăng ký xe, danh sách hội viên các hiệp hội...

## Đặc điểm
Các động cơ của đối tượng truyền thông (yêu, ghét, cung cách làm việc...) thường ít thay đổi, nhưng thái độ của đối tượng truyền thông lại thay đổi khá nhiều. Các công cụ trực quan nhắm tới thị giác được công chúng ngày một chú ý hơn (như các thông tin trên các phương tiện đại chúng có thể tác động nhanh chóng và mạnh mẽ tới cộng đồng)
Các nhóm đối tượng truyền thông thường dành sự quan tâm cho những chủ đề họ yêu thích nhưng lại ngày càng hoài nghi về các thông tin truyền thông (về giá cả, về chất lượng, những lời hứa trong giới chính trị...)
Việc toàn cầu hóa khiến các công ty đa quốc gia phát triển kéo theo sự gia tăng của đối tượng truyền thông quốc tế, đây cũng là vấn đề nhà truyền thông cần lưu tâm.

## Phân loại

### Theo quy mô
Chia thành nhóm lớn và nhóm nhỏ
- Nhóm lớn: là những cộng đồng người hình thành trong quá trình lịch sử xã hội, giữ vị trí xã hội nhất định trong hệ thống các quan hệ xã hội; các thành viên trong nhóm có quan hệ với nhau theo các mục đích, giá trị xã hội, chuẩn mực hành vi chung của xã hội. Các nhóm lớn như: dân tộc, giai tầng xã hội, các bộ tộc, nhóm nghề nghiệp, các nhóm hình thành theo giới, lứa tuổi…; cũng có nhóm tự phát, ngẫu nhiên như đám đông, khán giả trong hội trường, trên sân vận động…
- Nhóm nhỏ: là một tập hợp người có quan hệ trực tiếp, thường xuyên, liên kết với nhau trong hoạt động chung, tồn tại trong một hoàn cảnh lịch sử nhất định

### Theo hình thức tổ chức (quy chế xã hội)
Chia thành nhóm chính thức và không chính thức
- Nhóm chính thức: là nhóm được nhà nước, xã hội thừa nhận, có tính chất pháp lý; mối quan hệ giữa các thành viên với nhau, với lãnh đạo được quy định rõ ràng. Nhóm có cơ cấu lớn và chặt chẽ. Hoạt động chung của nhóm có ý nghĩa xã hội rõ ràng (VD: các chi bộ, các bộ, các hiệp hội…)
- Nhóm không chính thức(nhóm tự phát): các quan hệ xã hội giữa các thành viên dựa trên tình cảm, thị hiếu, sở thích, hứng thú của cá nhân. Nhóm thường không phân vai một cách rõ ràng (VD nhóm thích xem phim, người hâm mộ bóng đá…)

### Phân chia theo mức độ liên hệ tương hỗ trực tiếp hay không trực tiếp
Có nhóm thực (tồn tại thực) và nhóm ước lệ(tồn tại trên cơ sở các quy ước, điều kiện)

### Phân chia theo trình độ phát triển
Có nhóm phát triển thấp (Nhóm liên kết, băng, phường, ổ…) và nhóm có trình độ phát triển cao (tập thể, đơn vị anh hùng …)

### Theo tính chất của hoạt động chung
Chia thành nhóm mở và nhóm kín
- Nhóm mở: là nhóm thường có hoạt động chung rõ ràng, các thành viên có ý thức giúp đỡ nhau. VD: nhóm các cụ hội bảo thọ, nhóm học sinh học thêm ngoại ngữ, làm việc từ thiện. Loại nhóm này có mục đích hoạt động chung rộng rãi, rõ ràng, vì lợi ích của nhiều người.
- Nhóm kín: là nhóm thường có mục đích hoạt động rõ ràng, nhưng có thể bao gồm cả nhóm có mục đích tích cực và tiêu cực. VD nhóm kín tích cực như: nhóm các nhà hoạt động cách mạng vì sự tiến bộ xã hội nhưng bị nhà cầm quyền truy nã. Nhóm kín tiêu cực như: ổ mại dâm, băng cướp…

## Các bình diện cơ bản của đối tượng truyền thông

### Bình diện thứ nhất
Nghiên cứu nhân khẩu học xã hội, bao gồm các thông số như tuổi, giới tính, trình độ văn hóa, phong tục tập quán, tôn giáo, dân tộc, đảng phái chính trị, địa bàn sống và mức sống… Trong xã hội học, người ta gọi là những biến số độc lập. Những biến số này có tính ổn định cao, ít thay đổi và đây không phải là mục tiêu trực tiếp nhằm thay đổi của truyền thông, nhưng nó có vai trò quan trọng trong việc hình thành những biến số phụ thuộc – mục tiêu can thiệu của truyền thông

### Bình diện thứ hai
Nghiên cứu thực trạng nhận thức, thái độ và hành vi của công chúng – nhóm đối tượng, về vấn đề sắp sửa truyền thông, bao gồm cả tâm lý, tâm trạng, nhu cầu, nguyện vọng, thị hiếu sở thích, những mong đợi … của đối tượng truyền thông – xã hội học gọi là những biến số phụ thuộc. Đây là cơ sở trực tiếp cho việc xác định mục tiêu cụ thể, thiết kế thông điệp, nội dung và phương thức can thiệp của chiến dịch truyền thông vào nhóm đối tượng cụ thể. Nếu không có đủ cơ sở chắc chắn, tin cậy về bình diện này thì khó có thể thiết kế thông điệp phù hợp và được đối tượng truyền thông tiếp nhận

### Bình diện thứ ba
Nghiên cứu thói quen, sở thích của đối tượng truyền thông trong việc tiếp nhận các sản phẩm truyền thông. Mục đích của việc nghiên cứu này là nhằm xác định con đường, cách thức chiển tải thông điệp đến cho đối tượng truyền thông một cách hiệu quả nhất.
Mỗi nhóm đối tượng truyền thông, do điều kiện, mức sống cũng như môi trươnghf và các mối quan hệ công việc mà họ có những sở thích và thói quen trong việc tiếp nhận sản phẩm truyền thông. Ở đây có thể chú ý ba cấp độ:
Thứ nhất, nhóm đối tượng cụ thể này thường tiếp nhận thông điệp qua kênh truyền thông nào? Trực tiếp hay gián tiếp? Họ thường nghe đài hay xem truyền hình, hay đọc báo in và các ấn phẩm in ấn (tờ rơi, áp phích, panô hay truy cập mạng Internet?). Họ thuận tiện trong việc tiếp nhận thông điệp qua báo bảng điện tử hay e-mail, qua thư cá nhân hay truyền thông trực tiếp?
Thứ hai, họ thích những chuyên mục nào, chương trình nào và thời gian nào thích hợp nhất để tiếp nhận (nếu phát thanh, truyền hình) và loại báo nào (nhật báo, bá chiều hay báo thưa kỳ, hay tạp chí…?)
Thứ ba, đối tượng thường thích thể loại, cách thức, giọng điệu nào? 
Nhà truyền thông, nói chung, luôn luôn tìm con đường đến với đối tượng truyền thông của mình ngắn nhất, thâm nhập nhanh nhất và thuyết phục, lôi kéo họ nhanh chóng và bền vững nhất.

## Các chiến lược truyền thông[1]
- Truyền thông truyền thống

Các phương tiện truyền thông truyền thống như truyền hình, đài phát thanh và báo chí đã được các nhà truyền thông sử dụng trong nhiều năm nhưng có những hạn chế khi cố gắng tiếp cận các đối tượng truyền thông riêng lẻ. Lợi thế truyền thống mang lại cho các doanh nghiệp, là khả năng tiếp cận được rất nhiều đối tượng. Loại truyền thông này thường được gọi là truyền thông đại chúng và chiếm 70% chi tiêu truyền thông. Những phương tiện truyền thông này phù hợp hơn khi một thương hiệu cố giữ sự liên quan hoặc xây dựng nhận thức về thương hiệu nhờ vào thị trường đại chúng mà nó hướng tới. Mặc dù các phương tiện truyền thông truyền thống có ảnh hưởng đến việc tạo ra nhận thức về thương hiệu, trong thị trường ngày nay ngày càng có nhiều người tiêu dùng tham gia vào hành vi trực tuyến, nơi họ đang tham gia vào nhiều kênh truyền thông tại một thời điểm. Các phương tiện truyền thống không thể nhắm mục tiêu người tiêu dùng này một cách có hiệu quả bởi cách tiếp cận tiếp cận đa kênh (Omni channel) là cần thiết (Brynjolfsson, 2013). Phương tiện truyền thống được coi là có chi phí cao đối với các doanh nghiệp nhỏ với khả năng thị trường hạn chế, thay vào đó phương pháp tiếp thị đại chúng này cung cấp thông điệp tới thị trường rộng rãi (Bruhn, Schoenmueller, và Schäfer, 2012, trang 781- 782). Để tiếp cận các đối tượng mục tiêu hiện nay, truyền thông truyền thống có hiệu quả như quảng cáo truyền hình phải được thực hiện trong một chiến dịch truyền thông tiếp thị hội nhập chứ không phải là phương tiện truyền thông duy nhất cung cấp thông điệp thương hiệu (Hoyer, Macinnis, & Pieters, 2013, trang 3-7)
- Truyền thông trực tuyến

Các nhà truyền thông có thể sử dụng phương tiện truyền thông trực tuyến để tiếp cận tốt hơn đối tượng truyền thông của họ. Một khi các nhà tiếp thị hiểu các phân đoạn thị trường mục tiêu của họ, họ có thể tạo ra một thông điệp tiếp thị phù hợp với đối tượng mục tiêu dự kiến. Giao tiếp với người tiêu dùng thông qua các công cụ như banner, phương tiện truyền thông xã hội và email.
Phương tiện truyền thông xã hội như Twitter, Snapchat, YouTube và Facebook cho phép truyền thông hai chiều giữa doanh nghiệp và người tiêu dùng, điều mà các phương tiện truyền thông truyền thống không thể đạt được. Truyền thông này có lợi cho cả doanh nghiệp sử dụng phương tiện truyền thông xã hội như một công cụ và người tiêu dùng vì họ có thể xây dựng mối quan hệ có ý nghĩa với doanh nghiệp và người tiêu dùng khác, tạo ra một cộng đồng xung quanh thương hiệu. Cộng đồng này có thể cung cấp thông tin chi tiết mới cho doanh nghiệp, xác định các vấn đề và đưa ra các giải pháp thông qua các tương tác xã hội (Tsimonis & Dimitriadis, 2014, trang 328-330). Khi các doanh nghiệp có một nền tảng xã hội thành công tạo ra một cộng đồng tương tác xung quanh thương hiệu, nó cho phép xây dựng mối quan hệ tốt hơn để cải thiện thương hiệu và hình ảnh thương hiệu dựa trên người tiêu dùng (Bruhn, Schoenmueller, & Schäfer, 2012, trang 781-782).